# ان آربر (میشیگان)
ان آربر (انگلیسی: Ann Arbor) نام شهری در جنوب شرقی ایالت میشیگان در ایالات متحده آمریکا است. دانشگاه میشیگان نیز در این شهر واقع شده. جمعیت این شهر در حدود ۱۳۰۰۰۰ نفر است. ان آربر در شهرستان واشتناو (انگلیسی: Washtenaw) واقع شده‌است. این شهر به آ-۲ و آ-به توان دو (به انگلیسی A-2 و A-squared به ترتیب) و همچنین دهکده درخت (به انگلیسی Tree Town) مشهور است.

## تاریخچه
ان آربر در سال ۱۸۲۴ توسط جان الن (به انگلیسی John Allen) و الیشا واکر رامزی (به انگلیسی Elisha Walker Rumsey) تأسیس شد. در ۲۵ می ۱۸۲۴ کاداستر آن در شهرستان وین (به انگلیسی Wayne) تحت نام اناربر (به انگلیسی Annarbour) ثبت شد. این نام توسط رامزی و الن و از روی نام همسرانشان انتخاب شد. اسم همسر هر دو ان (آنا) (به انگلیسی Ann) بود. قسمت دوم نام شهر به درختانی که در بیش از ۶۴۰ هکتار از زمین‌های خریداری شده توسط آن دو پراکنده بودند اشاره دارد. این درخت بلوط خاردار (به انگلیسی Burr oak) نام دارد.
ان آربر در سال ۱۸۲۷ مرکز شهرستان واشتناو شد و در سال ۱۸۳۳ به عنوان روستا به رسمیت شناخته شد. بنگاه زمین فروشی ان آربر ۴۰ هکتار از زمین‌های آماده نشده را کنار گذاشت و آن را برای احداث مرکز ایالت میشیگان پیشنهاد داد ولی در نهایت این لنسینگ بود که برنده مزایده شد و مرکز ایالت به لنسینگ منتقل شد. در سال ۱۸۳۷ دانشگاه میشیگان، که در آن زمان در دیترویت دایر بود، این زمین را قبول کرد و پردیس خود را به این شهر منتقل کرد.
از زمان تأسیس دانشگاه به سال ۱۸۳۷، تاریخچه شهر و دانشگاه به شدت به هم پیوند خورده‌اند. شهر در سال ۱۸۳۹ و با ورود راه‌آهن مرکزی میشیگان و همچنین خط آهن شمال - جنوب که ان آربر را به تولدو و جنوب متصل می‌کرد، به یک قطب حمل و نقل محلی بدل شد. در طول دهه‌های ۱۸۴۰ و ۵۰ میلادی، مهاجران و مؤسسان همچنان به این شهر کوچ کردند. در حالی که ساکنین ابتدایی بیشتر ریشه بریتانیایی داشتند، در این دو دهه شهر بیشتر شاهد ورود آلمانی‌ها، ایرلندی‌ها و سیاه پوستان بود. در سال ۱۸۵۱ ان آربر به عنوان شهر به رسمیت شناخته شد.

## جغرافیا
بر اساس آمار اداره سرشماری ایالات متحده، مساحت کل شهر ۷۴٫۳۳ کیلومتر مربع (۲۸٫۷۰ مایل مربع) است که ۷۲٫۰۸ کیلومتر مربع (۲۷٫۸۳ مایل مربع، %۹۶٫۹۷) آن خشکی و مابقی آن آب است. قسمت اعظم این آب به علت وجود رودخانه هورون (به انگلیسی Huron River) است که از مرداب هورون سرچشمه می‌گیرد و از سمت شمال شهر به صورت مورب وارد ان آربر می‌شود. هورون سپس از سمت شرقی شهر خارج و به سمت دریاچه ایری (Lake Erie) سرازیر می‌شود.
ارتفاع شهر از سطح دریا بین ۲۳۰ متر (۷۵۰ فوت) در کناره‌های رودخانه هورون تا ۳۰۰ متر (۱۰۰۰ فوت) در سمت غربی شهر متغیر است. فرودگاه محلی ان آربر که در جنوب شهر واقع است ۲۵۶ متر (۸۳۹ فوت) از سطح دریا ارتفاع دارد.

## آب و هوا
ان آربر آب و هوای قاره‌ای شرجی دارد که تحت تأثیر نزدیکی به دریاچه میشیگان به وجود آمده‌است. این شهر از طبیعتی چهار فصل برخوردار است. زمستان‌های سرد با بارش متوسط تا سنگین برف با بهاری نسبتاً کوتاه از تابستان‌های گرم و مرطوب جدا شده‌اند. پاییز نیز به مانند بهار در این ناحیه عمر کوتاهی دارد.
متوسط دمای روزانه در ماه ژوئیه (۱۰ تیر تا ۱۰ مرداد) ۲۲٫۶ درجه سانتی گراد (۷۲٫۶ درجه فارنهایت) است.
| داده‌های اقلیم ان آربر، میشیگان (دانشگاه میشیگان، ۱۹۸۱–۲۰۱۰) | داده‌های اقلیم ان آربر، میشیگان (دانشگاه میشیگان، ۱۹۸۱–۲۰۱۰) | داده‌های اقلیم ان آربر، میشیگان (دانشگاه میشیگان، ۱۹۸۱–۲۰۱۰) | داده‌های اقلیم ان آربر، میشیگان (دانشگاه میشیگان، ۱۹۸۱–۲۰۱۰) | داده‌های اقلیم ان آربر، میشیگان (دانشگاه میشیگان، ۱۹۸۱–۲۰۱۰) | داده‌های اقلیم ان آربر، میشیگان (دانشگاه میشیگان، ۱۹۸۱–۲۰۱۰) | داده‌های اقلیم ان آربر، میشیگان (دانشگاه میشیگان، ۱۹۸۱–۲۰۱۰) | داده‌های اقلیم ان آربر، میشیگان (دانشگاه میشیگان، ۱۹۸۱–۲۰۱۰) | داده‌های اقلیم ان آربر، میشیگان (دانشگاه میشیگان، ۱۹۸۱–۲۰۱۰) | داده‌های اقلیم ان آربر، میشیگان (دانشگاه میشیگان، ۱۹۸۱–۲۰۱۰) | داده‌های اقلیم ان آربر، میشیگان (دانشگاه میشیگان، ۱۹۸۱–۲۰۱۰) | داده‌های اقلیم ان آربر، میشیگان (دانشگاه میشیگان، ۱۹۸۱–۲۰۱۰) | داده‌های اقلیم ان آربر، میشیگان (دانشگاه میشیگان، ۱۹۸۱–۲۰۱۰) | داده‌های اقلیم ان آربر، میشیگان (دانشگاه میشیگان، ۱۹۸۱–۲۰۱۰) |
| ماه                                                         | ژانویه                                                      | فوریه                                                       | مارس                                                        | آوریل                                                       | مه                                                          | ژوئن                                                        | ژوئیه                                                       | اوت                                                         | سپتامبر                                                     | اکتبر                                                       | نوامبر                                                      | دسامبر                                                      | سال                                                         |
| ----------------------------------------------------------- | ----------------------------------------------------------- | ----------------------------------------------------------- | ----------------------------------------------------------- | ----------------------------------------------------------- | ----------------------------------------------------------- | ----------------------------------------------------------- | ----------------------------------------------------------- | ----------------------------------------------------------- | ----------------------------------------------------------- | ----------------------------------------------------------- | ----------------------------------------------------------- | ----------------------------------------------------------- | ----------------------------------------------------------- |
| سابقهٔ بیش‌ترین °C (°F)                                       | ۷۲ (۲۲)                                                     | ۶۷ (۱۹)                                                     | ۸۵ (۲۹)                                                     | ۸۸ (۳۱)                                                     | ۹۵ (۳۵)                                                     | ۱۰۳ (۳۹)                                                    | ۱۰۵ (۴۱)                                                    | ۱۰۴ (۴۰)                                                    | ۹۹ (۳۷)                                                     | ۹۱ (۳۳)                                                     | ۷۸ (۲۶)                                                     | ۶۷ (۱۹)                                                     | ۱۰۵ (۴۱)                                                    |
| میانگین بیش‌ترین °C (°F)                                     | ۳۱٫۲ (۰)                                                    | ۳۴٫۹ (۲)                                                    | ۴۵٫۹ (۸)                                                    | ۵۹٫۶ (۱۵)                                                   | ۷۰٫۶ (۲۱)                                                   | ۷۹٫۷ (۲۷)                                                   | ۸۳٫۲ (۲۸)                                                   | ۸۱٫۲ (۲۷)                                                   | ۷۴٫۲ (۲۳)                                                   | ۶۱٫۴ (۱۶)                                                   | ۴۷٫۹ (۹)                                                    | ۳۴٫۹ (۲)                                                    | ۵۸٫۸ (۱۵)                                                   |
| میانگین روزانه °C (°F)                                      | ۲۴٫۷ (−۴)                                                   | ۲۷٫۶ (−۲)                                                   | ۳۶٫۷ (۳)                                                    | ۴۹٫۰ (۹)                                                    | ۵۹٫۶ (۱۵)                                                   | ۶۸٫۹ (۲۱)                                                   | ۷۲٫۷ (۲۳)                                                   | ۷۱٫۲ (۲۲)                                                   | ۶۳٫۹ (۱۸)                                                   | ۵۲٫۱ (۱۱)                                                   | ۴۰٫۶ (۵)                                                    | ۲۹٫۰ (−۲)                                                   | ۴۹٫۷ (۱۰)                                                   |
| میانگین کم‌ترین °C (°F)                                      | ۱۷٫۹ (−۸)                                                   | ۱۹٫۹ (−۷)                                                   | ۲۷٫۲ (−۳)                                                   | ۳۸٫۰ (۳)                                                    | ۴۸٫۲ (۹)                                                    | ۵۷٫۹ (۱۴)                                                   | ۶۲٫۱ (۱۷)                                                   | ۶۱٫۰ (۱۶)                                                   | ۵۳٫۴ (۱۲)                                                   | ۴۲٫۴ (۶)                                                    | ۳۳٫۰ (۱)                                                    | ۲۳٫۰ (−۵)                                                   | ۴۰٫۴ (۵)                                                    |
| سابقهٔ کم‌ترین °C (°F)                                        | −۲۲ (−۳۰)                                                   | −۲۶ (−۳۲)                                                   | −۸ (−۲۲)                                                    | ۷ (−۱۴)                                                     | ۲۰ (−۷)                                                     | ۳۵ (۲)                                                      | ۳۷ (۳)                                                      | ۳۹ (۴)                                                      | ۲۷ (−۳)                                                     | ۱۹ (−۷)                                                     | ۱ (−۱۷)                                                     | −۲۰ (−۲۹)                                                   | −۲۶ (−۳۲)                                                   |
| بارندگی میلی‌متر (اینچ)                                      | ۲٫۵۹ (۷۰)                                                   | ۲٫۴۰ (۶۰)                                                   | ۲٫۶۶ (۷۰)                                                   | ۳٫۲۵ (۸۰)                                                   | ۳٫۴۲ (۹۰)                                                   | ۳٫۶۸ (۹۰)                                                   | ۳٫۶۱ (۹۰)                                                   | ۳٫۶۹ (۹۰)                                                   | ۳٫۴۵ (۹۰)                                                   | ۲٫۸۳ (۷۰)                                                   | ۳٫۰۹ (۸۰)                                                   | ۲٫۸۹ (۷۰)                                                   | ۳۷٫۵۵ (۹۵۰)                                                 |
| بارش برف سانتی‌متر (اینچ)                                    | ۱۶٫۸ (۴۳)                                                   | ۱۳٫۴ (۳۴)                                                   | ۸٫۶ (۲۲)                                                    | ۲٫۸ (۷)                                                     | ۰ (۰)                                                       | ۰ (۰)                                                       | ۰ (۰)                                                       | ۰ (۰)                                                       | ۰ (۰)                                                       | ٫۲ (۱)                                                      | ۳٫۱ (۸)                                                     | ۱۳٫۵ (۳۴)                                                   | ۵۸٫۴ (۱۴۹)                                                  |
| میانگین روزهای بارندگی (≥ ۰.۰۱ in)                          | ۱۷٫۱                                                        | ۱۳٫۸                                                        | ۱۴٫۱                                                        | ۱۳٫۴                                                        | ۱۳٫۶                                                        | ۱۱٫۹                                                        | ۱۱٫۴                                                        | ۱۱٫۱                                                        | ۱۰٫۷                                                        | ۱۲٫۴                                                        | ۱۳٫۸                                                        | ۱۶٫۸                                                        | ۱۶۰٫۱                                                       |
| میانگین روزهای برفی (≥ ۰.۱ in)                              | ۱۴٫۷                                                        | ۱۱٫۴                                                        | ۷٫۶                                                         | ۲٫۵                                                         | ۰                                                           | ۰                                                           | ۰                                                           | ۰                                                           | ۰                                                           | ٫۵                                                          | ۴٫۵                                                         | ۱۲٫۱                                                        | ۵۳٫۲                                                        |
| منبع: NOAA                                                  |                                                             |                                                             |                                                             |                                                             |                                                             |                                                             |                                                             |                                                             |                                                             |                                                             |                                                             |                                                             |                                                             |

## خواهرخواندگی
ان آربر با هفت شهر خواهر است که عبارتند از:
- توبینگن، آلمان
- بلیز سیتی، بلیز
- هیکونه، شیگا، ژاپن
- پیتربارو، آنتاریو، کانادا
- جویگالپا، نیکاراگوئه
- داکار، سنگال
- رمدیوس، کوبا